# Campeonato Paraibano 2022
El Campeonato Paraibano de Fútbol 2022 fue la 112.ª edición de la primera división de fútbol del estado de Paraíba. El torneo fue organizado por la Federação Paraibana de Futebol (FPF). El torneo comenzó el 3 de febrero y finalizó el 21 de mayo.
Campinense se consagró bicampeón consecutivo tras vencer 3-1 en el marcador global de la final a su clásico rival, Botafogo, logrando así su título estatal número 22.

## Sistema de juego

### Primera fase
Los 10 equipos son divididos en dos grupos de 5 cada uno. Los clubes se enfrentan en partidos de ida y vuelta, haciendo así 10 fechas en total (8 partidos jugados para cada equipo). Una vez terminada la primera fase, los primeros puestos de ambos grupos acceden directamente a la semifinal, los segundos y terceros juegan una ronda previa, mientras que los últimos descienden a la Segunda División.

### Segunda fase
- Ronda previa: Los enfrentamientos se emparejan con respecto al puntaje de la primera fase, de la siguiente forma:
  - 2.º A vs. 3.º B
  - 2.º B vs. 3.º A

- Nota: La ronda previa se juega a partido único en casa del equipo con mayor puntaje en la primera fase. En caso de empate en el tiempo reglamentario, se tendrá una prórroga. Si se mantiene el empate tras la prórroga, habrá una tanda de penales.

- Semifinales: Los enfrentamientos se emparejan de la siguiente forma:
  - 1.º A vs. (2.º B vs. 3.º A)
  - 1.º B vs. (2.º A vs. 3.º B)

- Final: La disputan los dos ganadores de las semifinales.

- Nota: Tanto la semifinal como la final se juegan a partidos de ida y vuelta, comenzando la llave como local el equipo con menor puntaje en la primera fase. En caso de empate en puntos y diferencia de goles, se tendrá una tanda de penales (no se consideran los goles de visita).

### Clasificaciones
- Copa de Brasil 2023: Clasifican los dos finalistas del campeonato.
- Copa do Nordeste 2023: Clasifican tres equipos. A la fase de grupos accede únicamente el campeón. A la Pre-Copa do Nordeste acceden el subcampeón y el equipo con mejor posición en el Ranking CBF 2022, exceptuando a los dos equipos mencionados anteriormente.
- Serie D 2023: Clasifican los dos mejores equipos de la tabla acumulada que no disputen la Serie A, Serie B o Serie C en la temporada 2022 o la Serie C en 2023.

## Equipos participantes
| Equipo                | Ciudad                 | Estadio           | Capacidad | Posición 2021      | Títulos (último) |
| --------------------- | ---------------------- | ----------------- | --------- | ------------------ | ---------------- |
| Atlético Cajazeirense | Cajazeiras             | Perpetão          | 7000      | 6.º                | 1 (2002)         |
| Auto Esporte          | João Pessoa            | Almeidão          | 25 770    | 3.º (2.ª división) | 6 (1992)         |
| Botafogo-PB           | João Pessoa            | Almeidão          | 25 770    | 3.º                | 30 (2019)        |
| Campinense            | Campina Grande         | Amigão            | 23 000    | Campeón            | 21 (2021)        |
| CSP                   | João Pessoa            | Almeidão          | 25 770    | 1.º (2.ª división) | 0                |
| Nacional de Patos     | Patos                  | José Cavalcanti   | 4500      | 7.º                | 1 (2007)         |
| São Paulo Crystal     | Cruz do Espírito Santo | Carneirão         | 1200      | 4.º                | 0                |
| Sousa                 | Sousa                  | Marizão           | 9500      | 2.º                | 2 (2009)         |
| Sport Lagoa Seca      | Lagoa Seca             | Amigão            | 23 000    | 2.º (2.ª división) | 0                |
| Treze                 | Campina Grande         | Presidente Vargas | 6500      | 5.º                | 16 (2020)        |

| Crecimiento | Equipos provenientes del Campeonato Paraibano de Segunda División 2021. |

## Primera fase

### Grupo A
| Pos. | Equipo                | Pts. | PJ | G | E | P | GF | GC | Dif. | Clasificación          |
| ---- | --------------------- | ---- | -- | - | - | - | -- | -- | ---- | ---------------------- |
| 1    | Botafogo-PB           | 17   | 8  | 5 | 2 | 1 | 17 | 5  | +12  | Semifinales.           |
| 2    | Sousa                 | 17   | 8  | 5 | 2 | 1 | 13 | 3  | +10  | Ronda previa.          |
| 3    | São Paulo Crystal     | 10   | 8  | 2 | 4 | 2 | 7  | 9  | −2   | Ronda previa.          |
| 4    | Auto Esporte          | 8    | 8  | 2 | 2 | 4 | 5  | 12 | −7   |                        |
| 5    | Atlético Cajazeirense | 2    | 8  | 0 | 2 | 6 | 2  | 15 | −13  | Descenso de categoría. |

 Fuente: FPF
Criterios de clasificación: 1) Puntos; 2) Partidos ganados; 3) Diferencia de gol; 4) Goles anotados; 5) Menor cantidad de tarjetas rojas; 6) Menor cantidad de tarjetas amarillas; 7) Sorteo.

#### Resultados
| Local \ Visitante     | ATL | AUT | BOT | SPC | SOU |
| --------------------- | --- | --- | --- | --- | --- |
| Atlético Cajazeirense | —   | 0–1 | 0–1 | 1–1 | 0–2 |
| Auto Esporte          | 1–0 | —   | 2–2 | 0–1 | 0–3 |
| Botafogo-PB           | 7–0 | 1–0 | —   | 1–1 | 1–0 |
| São Paulo Crystal     | 2–1 | 1–1 | 0–3 | —   | 0–0 |
| Sousa                 | 0–0 | 4–0 | 2–1 | 2–1 | —   |

### Grupo B
| Pos. | Equipo            | Pts. | PJ | G | E | P | GF | GC | Dif. | Clasificación          |
| ---- | ----------------- | ---- | -- | - | - | - | -- | -- | ---- | ---------------------- |
| 1    | Campinense        | 22   | 8  | 7 | 1 | 0 | 21 | 4  | +17  | Semifinales.           |
| 2    | Nacional de Patos | 13   | 8  | 4 | 1 | 3 | 20 | 15 | +5   | Ronda previa.          |
| 3    | Treze             | 12   | 8  | 3 | 3 | 2 | 17 | 8  | +9   | Ronda previa.          |
| 4    | CSP               | 7    | 8  | 2 | 1 | 5 | 16 | 17 | −1   |                        |
| 5    | Sport Lagoa Seca  | 3    | 8  | 1 | 0 | 7 | 3  | 33 | −30  | Descenso de categoría. |

 Fuente: FPF
Criterios de clasificación: 1) Puntos; 2) Partidos ganados; 3) Diferencia de gol; 4) Goles anotados; 5) Menor cantidad de tarjetas rojas; 6) Menor cantidad de tarjetas amarillas; 7) Sorteo.

#### Resultados
| Local \ Visitante | CAM | CSP | NAC | SLS | TRE |
| ----------------- | --- | --- | --- | --- | --- |
| Campinense        | —   | 4–2 | 3–0 | 5–0 | 0–0 |
| CSP               | 1–2 | —   | 4–2 | 4–0 | 1–2 |
| Nacional de Patos | 0–3 | 4–2 | —   | 5–0 | 2–0 |
| Sport Lagoa Seca  | 1–3 | 1–0 | 1–5 | —   | 0–5 |
| Treze             | 0–1 | 2–2 | 2–2 | 6–0 | —   |

## Fase final

### Cuadro de desarrollo
|  | Ronda previa | Ronda previa      | Ronda previa |                   |   | Semifinales       | Semifinales       | Semifinales       | Semifinales       | Semifinales       |  |            | Final           | Final           | Final           | Final           | Final           |  |
|  | 10 de abril  | 10 de abril       | 10 de abril  |                   |   | 20 al 27 de abril | 20 al 27 de abril | 20 al 27 de abril | 20 al 27 de abril | 20 al 27 de abril |  |            | 14 y 21 de mayo | 14 y 21 de mayo | 14 y 21 de mayo | 14 y 21 de mayo | 14 y 21 de mayo |  |
|  |              |                   |              |                   |   |                   |                   |                   |                   |                   |  |            |                 |                 |                 |                 |                 |  |
|  |              |                   |              |                   |   |                   |                   |                   |                   |                   |  |            |                 |                 |                 |                 |                 |  |
|  |              |                   |              |                   |   |                   |                   |                   |                   |                   |  |            |                 |                 |                 |                 |                 |  |
|  |              |                   |              |                   |   |                   |                   |                   |                   |                   |  |            |                 |                 |                 |                 |                 |  |
|  |              |                   |              |                   |   |                   |                   |                   |                   |                   |  |            |                 |                 |                 |                 |                 |  |
|  |              | 1B                | Campinense   | 1                 | 1 | 2                 |                   |                   |                   |                   |  |            |                 |                 |                 |                 |                 |  |
|  |              |                   |              | 1                 | 1 | 2                 |                   |                   |                   |                   |  |            |                 |                 |                 |                 |                 |  |
|  |              |                   | 2A           | Sousa             | 0 | 1                 | 1                 |                   |                   |                   |  |            |                 |                 |                 |                 |                 |  |
|  | 2A           | Sousa (t. s.)     | 2A           | Sousa             | 0 | 1                 | 1                 | 1                 |                   |                   |  |            |                 |                 |                 |                 |                 |  |
|  | 2A           | Sousa (t. s.)     |              |                   |   |                   |                   |                   |                   |                   |  |            |                 |                 |                 |                 |                 |  |
|  | 3B           | Treze             | 0            |                   |   |                   |                   |                   |                   |                   |  |            |                 |                 |                 |                 |                 |  |
|  | 3B           | Treze             | 0            |                   |   |                   |                   |                   |                   |                   |  | Campinense | Campinense      | 2               | 1               | 3               |                 |  |
|  |              |                   |              |                   |   |                   |                   |                   |                   |                   |  | Campinense | Campinense      | 2               | 1               | 3               |                 |  |
|  |              |                   | Botafogo-PB  | Botafogo-PB       | 1 | 0                 | 1                 |                   |                   |                   |  |            |                 |                 |                 |                 |                 |  |
|  |              |                   | Botafogo-PB  | Botafogo-PB       | 1 | 0                 | 1                 |                   |                   |                   |  |            |                 |                 |                 |                 |                 |  |
|  |              |                   |              |                   |   |                   |                   |                   |                   |                   |  |            |                 |                 |                 |                 |                 |  |
|  |              |                   |              |                   |   |                   |                   |                   |                   |                   |  |            |                 |                 |                 |                 |                 |  |
|  |              | 1A                | Botafogo-PB  | 1                 | 3 | 4                 |                   |                   |                   |                   |  |            |                 |                 |                 |                 |                 |  |
|  |              |                   |              | 1                 | 3 | 4                 |                   |                   |                   |                   |  |            |                 |                 |                 |                 |                 |  |
|  |              |                   | 2B           | Nacional de Patos | 3 | 0                 | 3                 |                   |                   |                   |  |            |                 |                 |                 |                 |                 |  |
|  | 2B           | Nacional de Patos | 2B           | Nacional de Patos | 3 | 0                 | 3                 | 4                 |                   |                   |  |            |                 |                 |                 |                 |                 |  |
|  | 2B           | Nacional de Patos |              |                   |   |                   |                   |                   |                   |                   |  |            |                 |                 |                 |                 |                 |  |
|  | 3A           | São Paulo Crystal | 0            |                   |   |                   |                   |                   |                   |                   |  |            |                 |                 |                 |                 |                 |  |
|  | 3A           | São Paulo Crystal | 0            |                   |   |                   |                   |                   |                   |                   |  |            |                 |                 |                 |                 |                 |  |
|  |              |                   |              |                   |   |                   |                   |                   |                   |                   |  |            |                 |                 |                 |                 |                 |  |

Nota: El equipo que ocupa la primera línea es el que define la serie como local.
| Bandera del estado de Paraíba |
| Campeón                       |
| Campinense 22.° título        |

## Clasificación final
| Pos. | Equipo                | Pts. | PJ | G  | E | P | GF | GC | Dif. | Clasificación                                              |
| ---- | --------------------- | ---- | -- | -- | - | - | -- | -- | ---- | ---------------------------------------------------------- |
| 1.°  | Campinense (C)        | 32   | 12 | 10 | 2 | 0 | 26 | 6  | +20  | Copa de Brasil 2023, Copa do Nordeste 2023 y Serie D 2023. |
| 2.°  | Botafogo-PB           | 20   | 12 | 6  | 2 | 4 | 22 | 11 | +11  | Copa de Brasil 2023, Pre-Copa do Nordeste 2023.            |
| 3.°  | Sousa                 | 21   | 11 | 6  | 3 | 2 | 15 | 5  | +10  | Serie D 2023.                                              |
| 4.°  | Nacional de Patos     | 19   | 11 | 6  | 1 | 4 | 27 | 19 | +8   | Serie D 2023.                                              |
| 5.°  | Treze                 | 12   | 9  | 3  | 3 | 3 | 17 | 9  | +8   |                                                            |
| 6.°  | São Paulo Crystal     | 10   | 9  | 2  | 4 | 3 | 7  | 13 | −6   |                                                            |
| 7.°  | Auto Esporte          | 8    | 8  | 2  | 2 | 4 | 5  | 12 | −7   |                                                            |
| 8.°  | CSP                   | 7    | 8  | 2  | 1 | 5 | 16 | 17 | −1   |                                                            |
| 9.°  | Sport Lagoa Seca      | 3    | 8  | 1  | 0 | 7 | 3  | 33 | −30  | Segunda División 2023.                                     |
| 10.° | Atlético Cajazeirense | 2    | 8  | 0  | 2 | 6 | 2  | 15 | −13  | Segunda División 2023.                                     |

Reglas de clasificación: 1) Puntos; 2) Partidos ganados; 3) Diferencia de gol; 4) Goles anotados; 5) Menor cantidad de tarjetas rojas; 6) Menor cantidad de tarjetas amarillas; 7) Sorteo.

Nota: Los cupos de clasificación para la Serie D 2023 pasaron a manos de Sousa y Nacional de Patos, debido a que Campinense y Botafogo disputaron la Serie C en 2022.